# 显明得错
显明得错，位于中国西藏自治区阿里地区日土县境内，地处日土县东部，昆仑山南麓的山间盆地内，东与鲁玛江东错相通。湖面海拔4813米，面积15.6平方公里。湖区气候干寒，年均气温-4～-2℃，年降水量75毫米。湖水主要靠冰雪融水补给，集水区面积2530平方公里。湖水通过东面宽约200米的水稻注入鲁玛江东错。有时也把显明得错看作是鲁玛江东错的一部分。